# Rue de l'Arbalète (Reims)
 (mars 2025).
Pour l’article homonyme, voir Rue de l'Arbalète.
La rue Arbalète est une voie de la commune de Reims, située au sein du département de la Marne, en région Grand Est.

## Situation et accès
La rue Arbalète appartient administrativement au Centre-ville et relie la Cours Jean-Baptiste-Langlet  à la Place du Forum.

## Origine du nom
Elle porte le nom depuis la XVIII.

## Historique
Après avoir aussi porté les noms de rue des Sacqs, de la Hérissanderie, de la Chanvrerie et de la Cloche-Perse.

## Bâtiments remarquables et lieux de mémoire
- Au n°1 : immeuble "Fabrique française" de l'architecte André Granet, avec un pignon d'angle arrondi et des bas-reliefs,
- Au n°2 : ancienne "Biscuiterie Fossier", pastiche des maisons médiévales à pans de bois des architectes Marc Margotin et Louis Roubert,
- L'immeuble Galeries Rémoises.
- Au n°4 Bis : Hôtel de La Salle à Reims

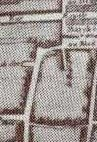
Plan Legendre de 1769.
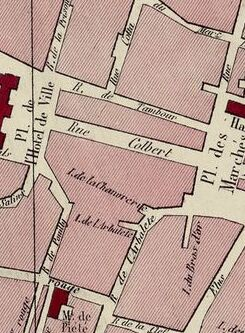
Plan Héteau de 1844.
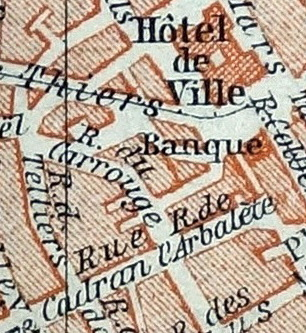
Sur un plan de 1908,
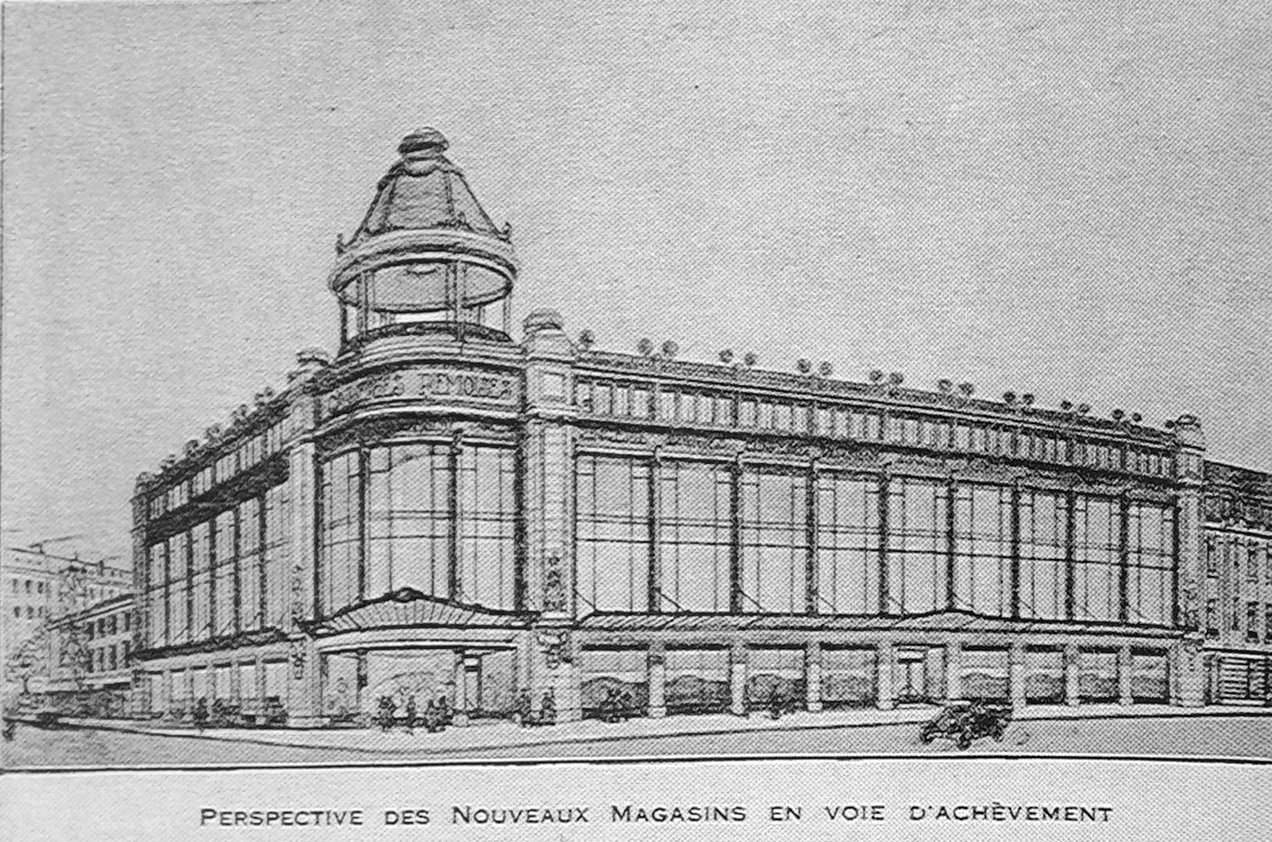
L'immeuble Galeries rémoises vers 1934
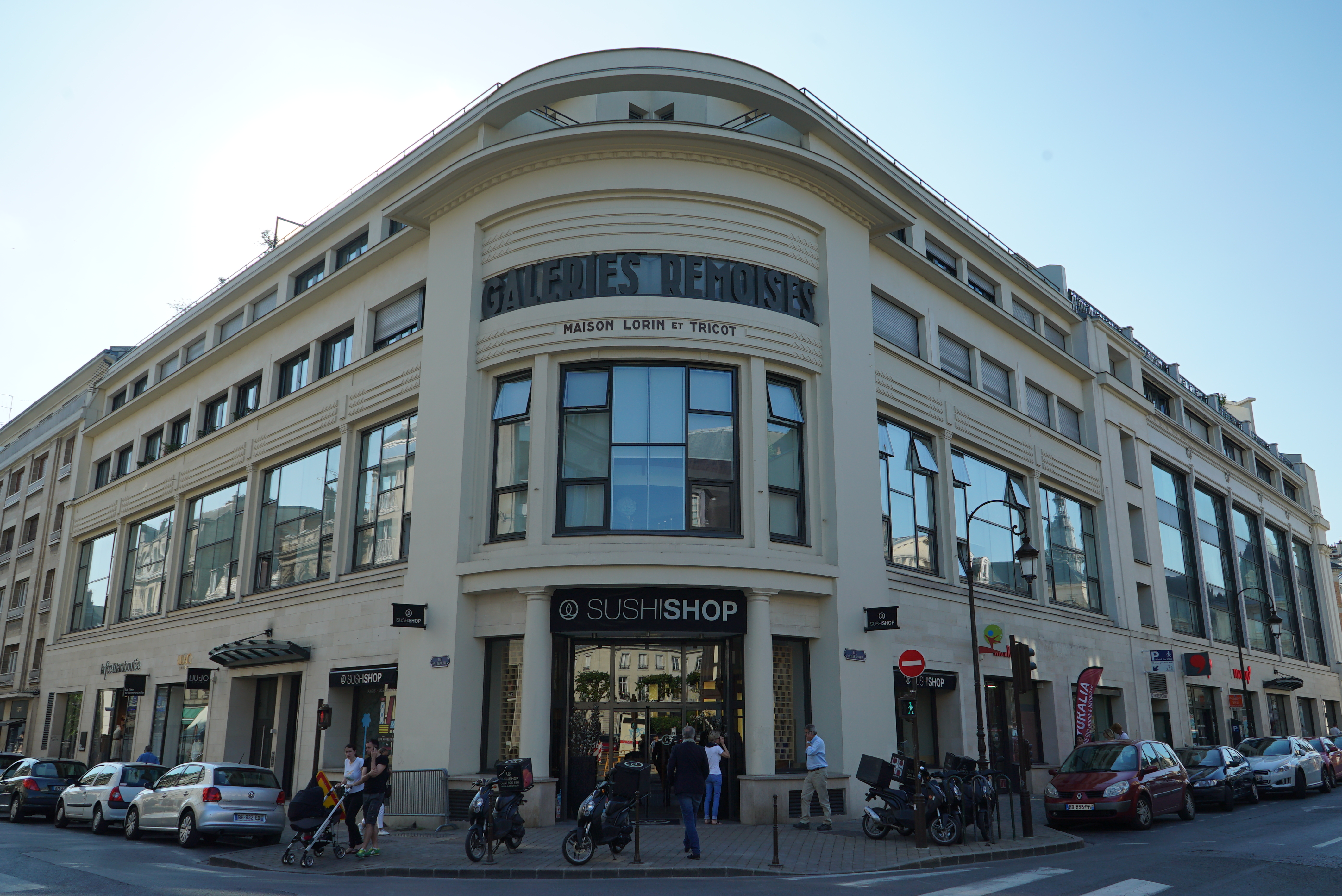
et maintenant.
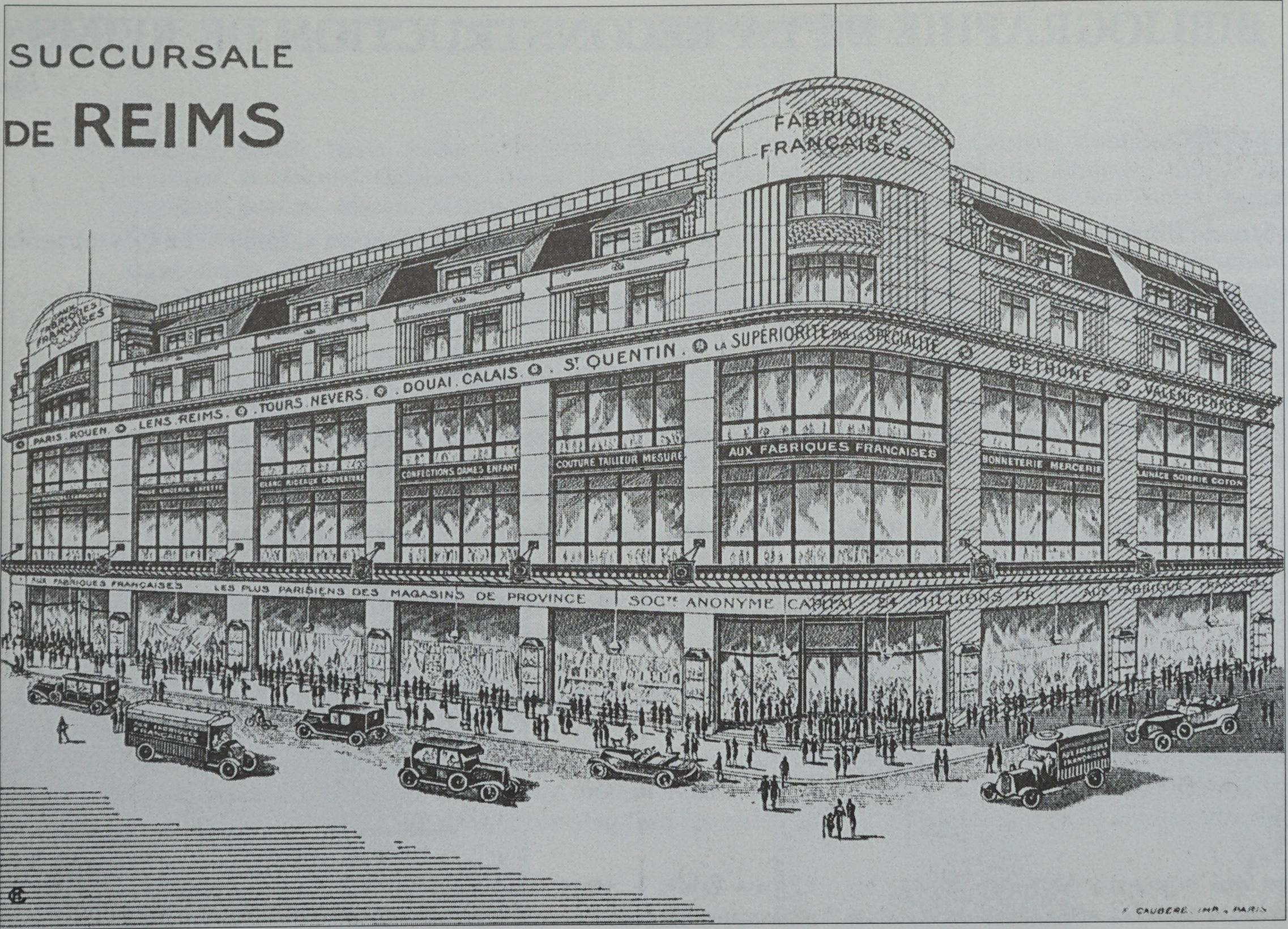
l'immeuble Fabrique française, début XXe siècle
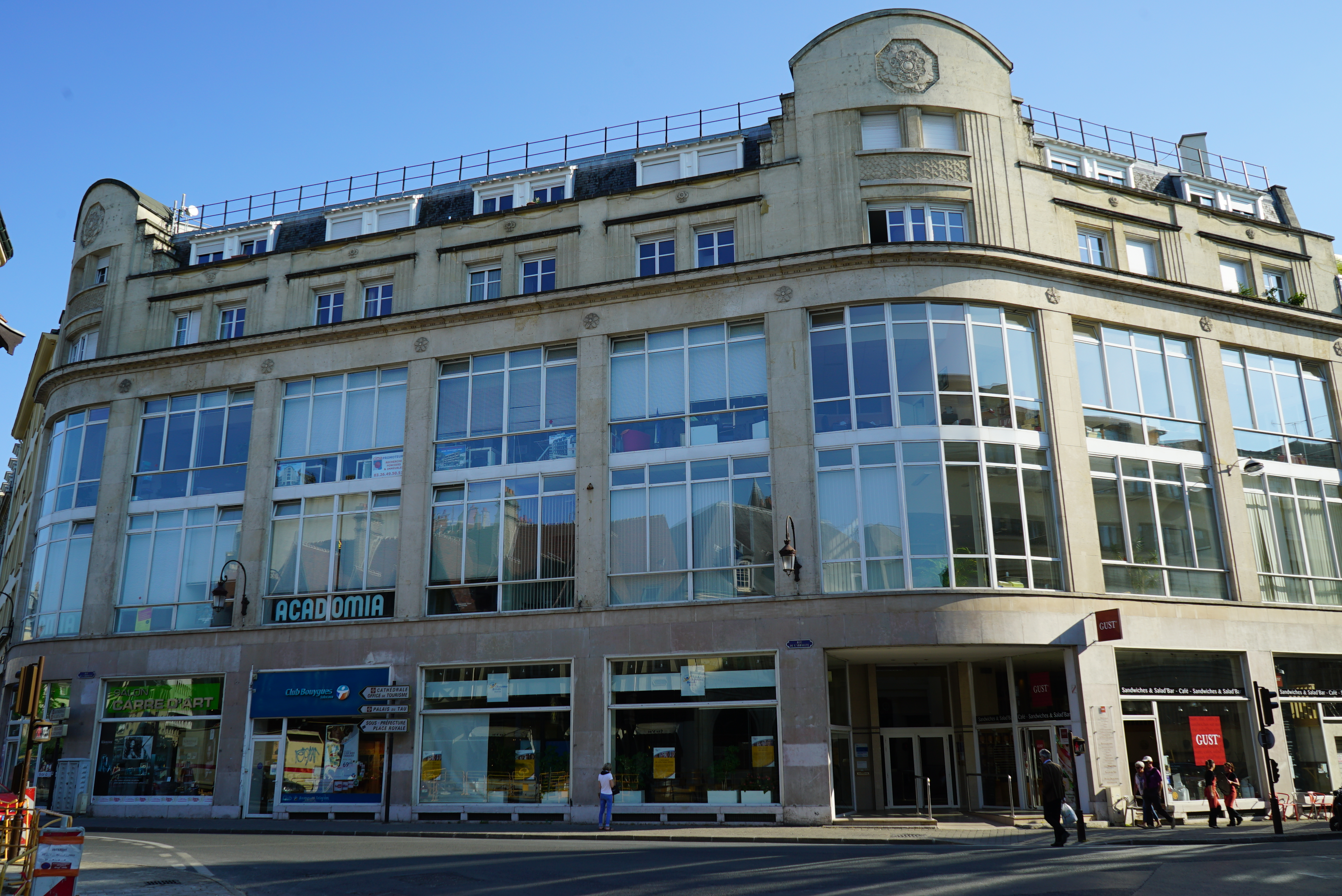
et maintenant.